# Gibraltar Football League (2023/2024)
Gibraltar Football League 2023/2024 była 125. edycją rozgrywek piłki nożnej na Gibraltarze.
Drugą pod obecną nazwą, a piątą po restrukturyzacji najwyższą klasą rozgrywkową ligi seniorów mężczyzn.
Brało w niej udział 11 drużyn, które w okresie od 16 września 2023 do 12 maja 2024 rozegrały w dwóch fazach 25 kolejek meczów.
Tytuł mistrzowski obroniła drużyna Lincoln Red Imps zdobywając szósty tytuł z rzędu, a dwudziesty ósmy w swojej historii.

## Drużyny

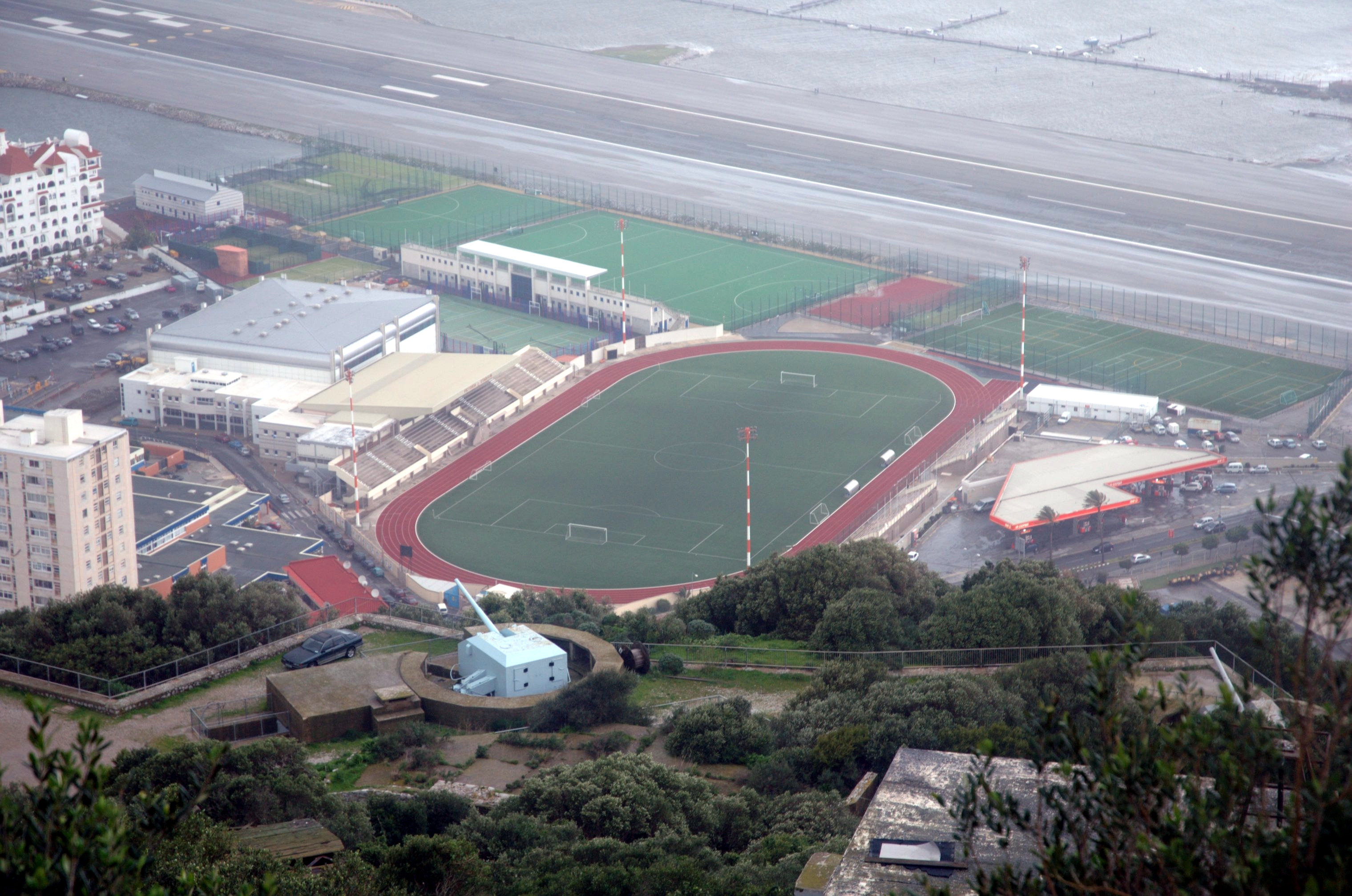
Widok ze Skały Gibraltarskiej na Victoria Stadium

| Uczestnicy poprzedniej edycji                                                                                 | Uczestnicy poprzedniej edycji | Uczestnicy poprzedniej edycji | Uczestnicy poprzedniej edycji |
| --- | ----------------------------- | ----------------------------- | ----------------------------- |
| LIN | Lincoln Red Imps              | 1                             |                               |
| EFC | Europa FC                     | 2                             |                               |
| BRU | Bruno’s Magpies               | 3                             |                               |
| LYN | Lynx                          | 4                             |                               |
| STJ | St Joseph’s                   | 5                             |                               |
| GLA | Glacis United                 | 6                             |                               |
| MCA | Mons Calpe                    | 7                             |                               |
| MAN | Manchester 62                 | 8                             |                               |
| LIO | Lions Gibraltar               | 9                             |                               |
| COL | College 1975                  | 10                            |                               |
| EPO | Europa Point                  | 11                            |                               |
| Oznaczenia: - kolumna pierwsza – skróty nazw drużyn, - kolumna trzecia – miejsce zajęte w poprzednim sezonie. |                               |                               |                               |

## Format rozgrywek
Rozgrywki składają się z dwóch faz. W pierwszej fazie drużyny rozegrają dwie rundy, której wyniki podzielą ligę na dwie grupy.
Championship Group, w której rywalizuje 6 najlepszych drużyn, oraz pozostałych zespołów, które zakończą rywalizację. 
Zwycięzca Championship Group zagra w Lidze Mistrzów UEFA. Zespół z drugiego miejsca i zdobywca Rock Cup zagrają w Lidze Konferencji.

## Faza zasadnicza
| Lp. | Drużyna          | M  | Z  | R | P  | B+ | B- | +/– | Pkt | Kwalifikacja       |     | LIN | SJO | FCB | MON | MAN | EPO | LYN | EFC | GLA | LGI | COL |
| --- | ---------------- | -- | -- | - | -- | -- | -- | --- | --- | ------------------ | --- | --- | --- | --- | --- | --- | --- | --- | --- | --- | --- | --- |
| 1   | Lincoln Red Imps | 20 | 17 | 1 | 2  | 63 | 12 | +51 | 52  | Championship Group |     |     | 1–2 | 3–0 | 2–1 | 5–0 | 1–0 | 3–2 | 2–1 | 3–1 | 2–0 | 7–0 |
| 2   | St Joseph’s      | 20 | 16 | 2 | 2  | 49 | 15 | +34 | 50  | Championship Group |     | 1–0 |     | 2–2 | 1–2 | 4–0 | 1–0 | 2–0 | 3–0 | 4–0 | 3–2 | 4–1 |
| 3   | Bruno's Magpies  | 20 | 13 | 3 | 4  | 52 | 28 | +24 | 42  | Championship Group |     | 0–0 | 2–4 |     | 3–1 | 2–0 | 2–2 | 2–1 | 3–1 | 3–0 | 3–1 | 7–2 |
| 4   | Mons Calpe       | 20 | 8  | 5 | 7  | 31 | 28 | +3  | 29  | Championship Group |     | 0–2 | 1–1 | 2–4 |     | 2–0 | 3–1 | 1–1 | 1–0 | 5–1 | 2–2 | 1–0 |
| 5   | Manchester 62    | 20 | 9  | 1 | 10 | 39 | 41 | −2  | 28  | Championship Group |     | 0–7 | 0–3 | 1–5 | 1–2 |     | 0–2 | 5–1 | 1–1 | 5–0 | 7–0 | 4–1 |
| 6   | Europa Point     | 20 | 8  | 4 | 8  | 27 | 22 | +5  | 28  | Championship Group |     | 1–2 | 1–0 | 0–1 | 1–1 | 1–5 |     | 0–1 | 1–0 | 2–0 | 0–0 | 4–0 |
| 7   | Lynx             | 20 | 8  | 3 | 9  | 29 | 31 | −2  | 27  |                    |     | 0–3 | 1–2 | 1–0 | 2–1 | 1–3 | 1–1 |     | 0–0 | 2–1 | 4–1 | 2–3 |
| 8   | Europa           | 20 | 6  | 2 | 12 | 25 | 34 | −9  | 20  |                    | 1–4 | 0–1 | 4–3 | 3–1 | 0–1 | 0–1 | 1–3 |     | 3–2 | 1–2 | 0–3 |     |
| 9   | Glacis United    | 20 | 5  | 1 | 14 | 21 | 47 | −26 | 16  |                    | 2–8 | 1–3 | 1–2 | 2–1 | 0–1 | 3–1 | 2–0 | 0–1 |     | 3–1 | 1–0 |     |
| 10  | Lions Gibraltar  | 20 | 3  | 4 | 13 | 16 | 50 | −34 | 13  |                    | 0–2 | 1–5 | 0–2 | 0–0 | 2–1 | 1–3 | 0–4 | 0–5 | 1–0 |     | 1–1 |     |
| 11  | College 1975     | 20 | 3  | 2 | 15 | 21 | 65 | −44 | 11  |                    | 0–6 | 0–3 | 2–6 | 1–3 | 2–4 | 0–5 | 0–2 | 2–3 | 1–1 | 2–1 |     |     |

1. 1 2  Mecze bezpośrednie, różnica bramek: Manchester 62 +2, Europa Point -2.

## Faza finałowa
| Lp. | Drużyna                 | M  | Z  | R | P  | B+ | B- | +/– | Pkt | Kwalifikacja                                   |      | LIN | SJO | FCB | EPO | MON | MAN |
| --- | ----------------------- | -- | -- | - | -- | -- | -- | --- | --- | ---------------------------------------------- | ---- | --- | --- | --- | --- | --- | --- |
| 1   | Lincoln Red Imps (M, P) | 25 | 21 | 2 | 2  | 86 | 15 | +71 | 65  | Liga Mistrzów UEFA • I runda kwalifikacyjna    |      |     |     |     | 4–0 | 5–1 |     |
| 2   | St Joseph’s             | 25 | 20 | 3 | 2  | 62 | 16 | +46 | 63  | Liga Konferencji UEFA • I runda kwalifikacyjna |      | 1–1 |     | 2–0 |     |     |     |
| 3   | Bruno's Magpies         | 25 | 14 | 4 | 7  | 55 | 36 | +19 | 46  | Liga Konferencji UEFA • I runda kwalifikacyjna |      | 0–3 |     |     |     |     | 3–1 |
| 4   | Europa Point            | 25 | 10 | 5 | 10 | 32 | 31 | +1  | 35  |                                                |      |     | 0–3 | 0–0 |     |     |     |
| 5   | Mons Calpe              | 25 | 9  | 6 | 10 | 37 | 39 | −2  | 33  |                                                |      | 0–2 | 2–0 | 1–2 |     | 2–2 |     |
| 6   | Manchester 62           | 25 | 9  | 2 | 14 | 44 | 64 | −20 | 29  |                                                | 1–10 | 0–5 |     | 1–3 |     |     |     |

## Najlepsi strzelcy
| Bramki | Strzelcy                     | Drużyna          |
| ------ | ---------------------------- | ---------------- |
| 17     | Juanfri                      | Lincoln Red Imps |
| 15     | Hugo Jesslén                 | Europa Point     |
| 15     | Pablo Rodríguez Moreno       | St Joseph’s      |
| 14     | Connor Flynn-Gillespie       | Lynx             |
| 12     | Juan Manuel Labrador Aguilar | Europa           |
| 10     | Víctor Villacañas            | Lincoln Red Imps |
| 9      | Aldair Ruiz                  | Manchester 62    |

Źródło: 